# جوزيف إتش. غينز
جوزيف إتش. غينز هو محامي وسياسي أمريكي، ولد في 3 سبتمبر 1864 في واشنطن العاصمة في الولايات المتحدة، وتوفي في 12 أبريل 1951 في مونتغمري في الولايات المتحدة. نشط حزبياً في الحزب الجمهوري. وقد انتخب عضو مجلس النواب الأمريكي ‏.